# Thirty-eight Minutes (Zvezdna vrata Atlantida)
Thirty-eight Minutes je 4. epizoda prve sezone znanstvenofantastične TV-serije Zvezdna vrata: Atlantida. Prvič je bila predvajana na ameriškem kanalu Sci Fi Channel 30. julija 2004.

## Vsebina
V tej epizodi se ekipa pod poveljstvom majorja Sheparda odpravi na planet, kjer so s panjske ladje reševali nekatere ljudi svoje ekspedicije v 1. delu 1.sezone. Presenečeni ugotovijo, da je ladja izginila. Teyla takoj ugotovi, kaj se je zgodilo: ladja je vzletela in odšla uničevat planete, tj. nabirat ljudi za hranjenje. Med vračanjem proti Skakaču jih presenetijo Wraithi in jih prisilijo v spopad. Med umikom proti Skakaču pade Shepard v pajkovi mreži podobno tvorbo, na kateri je hrošč Iratus, za katerega kasneje ugotovijo, da je daljni sorodnik Wraithov. Ta hrošč se Shepardu prisesa za vrat tako močno, da ga ni mogoče odstraniti. Med vračanjem v Atlantido pa pride do okvare na Skakaču, ki povzroči, da se potisniki ne zaprejo do konca, zaradi česar obtičijo v vratih. Med iskanjem rešitve poskusijo odstraniti hrošča z Sheparda, vendar neuspešno. Proti koncu ga preslepijo tako, da z elektro-šokom Sheparda ubijejo, zaradi česar ga hrošč zapusti. Ker jim ne uspe ponovna oživitev, ga Teyla potegne v odprt prehod, kjer ostaneta v tako imenovani »demolekulizirani« obliki. Medtem pa dr. Zelenka na Atlantidi odkrije krmilni mehanizem za potisnike, ki le-te zapre. Ko jih McKay na skakaču zapre, le-tega premaknejo tako, do odpejo zadnja vrata, kar Skakača potisne naprej v skorajda zadnji sekundi.